# Roisel
Roisel là một xã ở tỉnh Somme, vùng Hauts-de-France, Pháp.

## Địa lý
Thị trấn này tọa lạc 10 dặm Anh về phía tây bắc của Saint Quentin, trên đường D6, sông ‘La Cologne’ (một nhánh của sông Somme) chảy qua thị trấn.

## Dân số
| 1962                                                         | 1968 | 1975 | 1982 | 1990 | 1999 |
| ------------------------------------------------------------ | ---- | ---- | ---- | ---- | ---- |
| 1843                                                         | 1908 | 1846 | 1976 | 1960 | 1929 |
| Số liệu điều tra dân số từ năm 1962, dân số không tính trùng |      |      |      |      |      |